# Barbara Lechner
Barbara Lechner (* 10. März 1942 in Gera; † 4. November 2003 in Greiz) war eine deutsche Grafikerin und Illustratorin.

## Leben
Barbara Lechner besuchte von 1948 bis 1958 in Gera die Polytechnische Oberschule. Von 1958 bis 1960 studierte sie am Institut für Lehrerbildung Nordhausen. Von 1960 bis 1962 arbeitete sie als Heimerzieherin in Waltershausen und Berka. Von 1962 bis 1963 studierte sie Kunsterziehung am Pädagogischen Institut Erfurt. Danach war sie bis 1968 in Gera Kunsterzieherin und Gebrauchs- und als Städtebaugrafikerin. Von 1968 bis 1973 studierte sie bei Werner Tübke, Rolf Kuhrt, Karl-Georg Hirsch und Hans Mayer-Foreyt an der Hochschule für Grafik und Buchkunst Leipzig. Danach lebt sie als freischaffende Grafikerin und Illustratorin bis 1975 in Leipzig und dann mit ihrer Tochter Adele (* 1978) in Gera. Barbara Lechner hatte zahlreiche Einzelausstellungen und Ausstellungsbeteiligungen im In- und Ausland, darunter 1977/1978 die VIII. Kunstausstellung der DDR in Dresden. Sie beteiligte sich u. a. 1978 am Pleinair in Skierniewice. Barbara Lechner war vor allem Holzschneiderin. Sie schuf u. a. auch eine Vielzahl von Kleingrafiken, u. a. für Exlibris, und in ihren letzten Lebensjahren Zeitungs-Illustrationen. Bis zur Wiedervereinigung Deutschlands hatte sie viele Aufträge für Buchillustrationen. Die Wismut AG erwarb für ihre große Kunstsammlung viele Arbeiten Barbara Lechners. 1986 erhielt sie den Kunstpreis des Rates des Bezirks Gera.

## Mitgliedschaften
- 1973 bis 1990: Verband Bildender Künstler der DDR
- ab 1990 Verband Bildender Künstler Thüringen e.V.

## Werke

### Druckgrafik (Auswahl)
- Alte Wassermühle (Farbholzschnitt, 1978)[1]
- Schlossgärtchen (Holzschnitt, 1978)[2]
- Gott zum Gruß (Holzschnitt, 1978)[3]

- Barbara Lechner (Selbstbildnis; Holzschnitt, 1996)[4]
- Bombenkeller (Holzschnitt, 1996)[5]

- Klassefrau (Holzschnitt, 1996)[6]

- Das Spiel (Farbholzschnitt, 1996)[7]
- Resümee (Holzschnitt, 1996)[8]

- Urteil des Paris (Exlibris für den Kunstsammler Dr. Peter Labuhn; kolorierter Holzschnitt, 79 × 108 mm, 1998; Winckelmann-Museum Stendal)[9]

### Buchillustrationen (mutmaßlich unvollständig)
- Traute Stein, Hans Günther (Hrsg.): Der Sündenfall des Sascha M. Ukrainische Satiren und Humoresken. Verlag Rütten & Loening, Berlin 1975.
- Jupp Müller: Hinter den Spiegel zu stecken. 100 Aphorismen. Eulenspiegel Verlag, Berlin 1975.
- Gunter Preuß: Die Grasnelke – 19 Geschichten und Erzählungen (mit Reproduktionen von Holzschnitten). Verlag Neues Leben, Berlin 1975.
- Willi Bredel: Faust auf der Reeperbahn. Geschichten von und über Willi Bredel (Herausgegeben von Gerda Weißenfels). Eulenspiegel Verlag, Berlin 1976.
- Manfred Küchler: Tobias, der Schwarzkünstler. Der Kinderbuchverlag, Berlin 1976.
- Natur, der ich ins Auge seh – Gedichte. (Miniaturbuch. „Für die Freunde unseres Verlages“). Mitteldeutscher Verlag, Halle/S. 1977.
- Wladimir Orlow: Vorortgeschichte. (Mit Reproduktionen von Holzstichen). Verlag Neues Leben, Berlin 1979.
- Adalbert Stifter: Bunte Steine: Ein Festgeschenk 1852. (Mit Reproduktionen von Holzschnitten). Verlag Philipp Reclam jun. Leipzig (Reclams Universal-Bibliothek, Band 255), 1978.
- Armin Müller (Hrsg.): Der Geschichtenkalender 1988. Vierter Jahrgang. Greifenverlag, Rudolstadt 1988.
- Gisela Steineckert: Unsere schöne Zeit mit dem bösen Rudi. Verlag Volk und Wissen, Berlin 1988.

## Postume Ausstellung
- 1922: Galerie „Mieze Südlich“ („Klassefrauen – Barbara Lechner zum 80. Geburtstag“)[10]